# سيد جلال كريم
سيد جلال كريم هو سياسي أفغاني، ولد في 1969 في كابل في أفغانستان.